# Andy Todd (lekkoatleta)
Andy Todd (wł. Andrew Todd, ur. 26 maja 1948) – brytyjski lekkoatleta, płotkarz, medalista mistrzostw Europy z 1969.
Zdobył brązowy medal w biegu na 400 metrów przez płotki na mistrzostwach Europy w 1969 w Atenach, za reprezentantem Związku Radzieckiego Wiaczesławem Skomorochowem i swym rodakiem Johnem Sherwoodem.
Był wicemistrzem Wielkiej Brytanii (AAA) w biegu na 440 jardów przez płotki w 1967 i na 400 metrów przez płotki w 1969 oraz brązowym medalistą w biegu na 120 jardów przez płotki w 1967.
Jego rekord życiowy w biegu na 400 metrów przez płotki wynosił 49,9 s. Został ustanowiony 9 października 1969 w Londynie.